# Псалом 42
Псалом 42 (у масоретській нумерації — 43-й псалом) — 42 псалом із Книги псалмів. Псалом є продовженням псалому 41 і вважається, що він написаний потомками Кораха.

## Текст
| Вірш | Гебрейська мова                                                                | Давньогрецька мова (Септуаґінта) | Латинська мова (Вульгата) | Українська мова (Переклад Хоменка)                                                                                                 |
| ---- | ------------------------------------------------------------------------------ | --- | --- | --- |
| 1    | שָׁפְטֵנִי אֱלֹהִים, וְרִיבָה רִיבִי-- מִגּוֹי לֹא-חָסִיד;מֵאִישׁ מִרְמָה וְעַוְלָה תְפַלְּטֵנִי                  | Ψαλμὸς τῷ Δαυιδ. Κρῖνόν με, ὁ θεός, καὶ δίκασον τὴν δίκην μου ἐξ ἔθνους οὐχ ὁσίου, ἀπὸ ἀνθρώπου ἀδίκου καὶ δολίου ῥῦσαί με.                    | [Psalmus David] Judica me Deus et discerne causam meam de gente non sancta ab homine iniquo et doloso erue me                   | Обстань за мною, Боже; розсуди мою справу проти нечестивого народу; від чоловіка лукавого й несправедливого мене визволь.          |
| 2    | כִּי-אַתָּה, אֱלֹהֵי מָעוּזִּי-- לָמָה זְנַחְתָּנִי:לָמָּה-קֹדֵר אֶתְהַלֵּךְ, בְּלַחַץ אוֹיֵב                       | ὅτι σὺ εἶ, ὁ θεός, κραταίωμά μου· ἵνα τί ἀπώσω με; καὶ ἵνα τί σκυθρωπάζων πορεύομαι ἐν τῷ ἐκθλίβειν τὸν ἐχθρόν μου;                            | Quia tu es Deus fortitudo mea quare me reppulisti quare tristis incedo dum adfligit me inimicus                                 | Бо ти, Боже, моя твердиня. Чому мене відкинув? Чому смутний ходжу я, ворогом прибитий?                                             |
| 3    | שְׁלַח-אוֹרְךָ וַאֲמִתְּךָ, הֵמָּה יַנְחוּנִי;יְבִיאוּנִי אֶל-הַר-קָדְשְׁךָ, וְאֶל-מִשְׁכְּנוֹתֶיךָ                    | ἐξαπόστειλον τὸ φῶς σου καὶ τὴν ἀλήθειάν σου· αὐτά με ὡδήγησαν καὶ ἤγαγόν με εἰς ὄρος ἅγιόν σου καὶ εἰς τὰ σκηνώματά σου.                      | Emitte lucem tuam et veritatem tuam ipsa me deduxerunt et adduxerunt in montem sanctum tuum et in tabernacula tua               | Пошли світло твоє і твою правду: вони нехай мене ведуть і заберуть на святу гору твою й до твоїх наметів.                          |
| 4    | וְאָבוֹאָה, אֶל-מִזְבַּח אֱלֹהִים-- אֶל-אֵל, שִׂמְחַת גִּילִי:וְאוֹדְךָ בְכִנּוֹר-- אֱלֹהִים אֱלֹהָי              | καὶ εἰσελεύσομαι πρὸς τὸ θυσιαστήριον τοῦ θεοῦ πρὸς τὸν θεὸν τὸν εὐφραίνοντα τὴν νεότητά μου· ἐξομολογήσομαί σοι ἐν κιθάρᾳ, ὁ θεὸς ὁ θεός μου. | Et introibo ad altare Dei ad Deum qui laetificat iuventutem meam confitebor tibi in cithara Deus Deus meus                      | І я прийду до жертовника Бога, до Бога радости й веселости моєї, і прославлятиму тебе на гуслах, Боже, мій Боже!                   |
| 5    | מַה-תִּשְׁתּוֹחֲחִי, נַפְשִׁי-- וּמַה-תֶּהֱמִי עָלָי:הוֹחִילִי לֵאלֹהִים, כִּי-עוֹד אוֹדֶנּוּ-- יְשׁוּעֹת פָּנַי, וֵאלֹהָי | ἵνα τί περίλυπος εἶ, ψυχή, καὶ ἵνα τί συνταράσσεις με; ἔλπισον ἐπὶ τὸν θεόν, ὅτι ἐξομολογήσομαι αὐτῷ· σωτήριον τοῦ προσώπου μου ὁ θεός μου.    | Quare tristis es anima mea et quare conturbas me spera in Deum quoniam adhuc; confitebor illi salutare vultus mei et; Deus meus | Чом побиваєшся, душе моя, і тривожишся в мені? Надійсь на Бога, бо я ще буду його прославляти, Спасителя обличчя мого і мого Бога. |

## Літургійне використання

### Католицька церква
Відповідно до Статуту Бенедикта (530 AD), псалом традиційно читається або співається після псалому 49 під час урочистих утрень «Laudes» щовівторка.
Псалом 42 читався священником перед тим як увійти до вівтаря перед початком меси. У традиційному римському обряді (також відомий як Тридентська меса або «екстраординарний обряд») псалом читався священником та вівтарною дружиною під час молитов перед вівтарем. Читання цього псалма на початку меси було скасоване в 1964 році «Інструкцією про виконання літургійних норм», «Inter Oecumenici».
Під час Літургії годин псалом 42 читається або співається на лаудах вівторка другого тижня.

## Використання у музиці
- Мішель-Рішар Делаланд написав мотет для цього псалому: S.38 «Judica me Deus» (1693)
- Ніколя Ґомбер: «Judica me Deus»
- Ян Дісмас Зеленка: «Missa Judica me», F-Dur, ZWV 2 (1714)
- Рудольф Мауерсберґер: «Richte mich Gott»
- Фелікс Мендельсон додав цей псалом (нім. «Richte mich Gott») до «Трьох псалмів», op. 78, Nr. 2, MWV B 46 (1844)
- Кшиштоф Пендерецький: «Passio et mors Domini nostri Iesu Christi secundum Lucam», 9-а Арія «Judica me, Deus»